# Sh2-300
Sh2-300 est une petite nébuleuse en émission visible dans la constellation de la Poupe.
Elle est située dans la partie nord-ouest de la constellation, à environ 11° ENE de Sirius, l'étoile la plus brillante du ciel nocturne, et à environ 1° au sud-ouest de l'amas ouvert et brillant M47. Elle s'associe au nuage Sh2-299 voisin et est plutôt faible, c'est pourquoi des outils puissants et des filtres spéciaux sont nécessaires pour pouvoir l'identifier. La période la plus propice à son observation dans le ciel du soir se situe entre les mois de décembre et avril et sa déclinaison sud la rend plus facilement observable depuis les régions du sud.
Sh2-300 est une petite région H II située à la limite nord d'une grande superbulle connue sous le nom de GS234-02, issue de l'explosion de quelques dizaines de supernovas. L'expansion de la superbulle a favorisé les phénomènes de formation d'étoiles dans les nuages moléculaires qui se sont accumulés sur ses bords. Dans la direction du nuage se trouve l'amas NGC 2414, faisant partie de la même région galactique et associé à des étoiles jeunes et chaudes de classes spectrales O et B. La cause principale de l'ionisation du gaz Sh2-300 serait une étoile bleue de la séquence principale de classe B0V et cataloguée comme SLS 478, de magnitude apparente 11,50.